# Новоашировська сільська рада
Новоаши́ровська сільська рада (рос. Новоашировский сельский совет) — сільське поселення у складі Матвієвського району Оренбурзької області Росії.
Адміністративний центр — село Новоаширово.

## Населення
Населення — 328 осіб (2019; 398 в 2010, 525 у 2002).

## Склад
До складу сільської ради входять:
| Населений пункт   | Населення, осіб (2002) | Населення, осіб (2010) |
| ----------------- | ---------------------- | ---------------------- |
| Зоря, селище      | 101                    | 68                     |
| Новоаширово, село | 424                    | 330                    |